# Мей (Мозель)
Мей (фр. Mey) — коммуна во французском департаменте Мозель региона Лотарингия. Входит в кантон Монтиньи-ле-Мец. 

## География
Мей расположен в 290 км к востоку от Парижа и в 5 км к северо-востоку от Меца. 

## История
- Поселение здесь известно с галло-романских времён.
- Владение кафедрального собора Меца на треть и аббатству Сен-Клеман на 2/3.
- Во время франко-прусской войны в окрестностях произошла битва при Коломбей — Нуйльи.

## Демография
По переписи 2011 года в коммуне проживало 298 человек. 

## Достопримечательности
- Церковь Сен-Пьер (XII век), типичная мозельская архитектура.
- Замок Эспань, XIX век.